# Степанки (Харьковская область)
Степанки (укр. Степанки) — село, Ольховский сельский совет, Харьковский район, Харьковская область, Украина.
Код КОАТУУ — 6325184007. Население по переписи 2001 года составляет 164 (67/97 м/ж) человека.

## Географическое положение
Село Степанки находится на левом берегу реки Роганка, выше по течению на расстоянии в 1 км расположено село Ольховка, ниже по течению примыкает село Коропы, на противоположном берегу — село Ольховка. На реке находится Ольховское водохранилище.
Около села несколько массивов садовых участков.

## История
- Первые жители поселились в этих местах ещё в бронзовом веке (XVII—XII века до нашей эры). Им на смену пришли кочевые племена скифов. В окрестностях села Степанки насчитывается 13 скифских кургана.[1]
- 1783 — дата первого упоминания.

## Экономика
- Молочно-товарная ферма.